# Guberlja
La Guberlja (in russo Губерля?) è un fiume della Russia europea sudorientale, affluente di destra dell'Ural. Scorre nell'oblast' di Orenburg.
Il fiume ha origine sull'altopiano Sarinskoe, tra i villaggi di Poim e Onoprienovka, l'altezza della sorgente è di circa 480 m sul livello del mare. La parte centrale dell'altopiano Sarinskoe funge da spartiacque naturale per i bacini dei tre fiumi Sakmara, Guberlja e Tanalyk, tutti affluenti dell'Ural. Il Guberlja scorre in direzione sud-orientale. In alcuni punti ha le caratteristiche di un fiume di montagna, con un'alternanza di cascate. Il corso del fiume è piuttosto tortuoso. Sfocia nell'Ural vicino al villaggio di Kazač'ja Guberlja. L'altezza della foce è di 165 m sul livello del mare. La lunghezza del fiume è di 111 km, il bacino idrografico di 2 410 km².